# Sudi Island
Sudi Island är en ö i Kenya.   Den ligger i länet Kilifi, i den södra delen av landet, 400 km sydost om huvudstaden Nairobi.